# Processo di Auschwitz

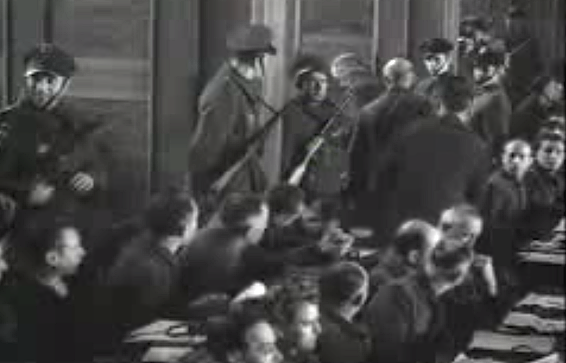
Processo di Auschwitz (Cracovia 1947), banco degli accusati

Il processo di Auschwitz, noto anche come primo processo di Auschwitz, è un processo tenutosi a Cracovia in Polonia nel  1947 nei confronti di 40 nazisti responsabili a vario livello della gestione del campo di concentramento di Auschwitz fra il 1940 ed il 1945. Nel processo furono comminate 21 condanne a morte, 8 condanne all'ergastolo e 10 condanne a pene dai 3 ai 15 anni di prigione. Un solo imputato fu assolto. Fra gli imputati condannati a morte vi furono: Arthur Liebehenschel, comandante del campo di Auschwitz dal 1943 al 1944, Maria Mandel, responsabile del personale femminile e delle detenute ad Auschwitz ed Erich Mußfeldt, responsabile dei forni crematori a Majdanek e Auschwitz.

## Storia
Nella dichiarazione di Mosca del 30 ottobre 1943, le potenze alleate di Stati Uniti, Regno Unito, Unione Sovietica e Cina nazionalista, avevano convenuto che i tedeschi colpevoli di crimini di guerra sarebbero stati estradati verso il Paese in cui si era svolta la loro attività. Di conseguenza, i tedeschi arrestati per i crimini commessi ad Auschwitz, vennero consegnati alla Polonia dove, nel febbraio del 1946, era stato costituito, dal filo-sovietico Governo provvisorio di unità nazionale polacco, il Tribunale Nazionale Supremo (NTN), allo scopo di perseguire i criminali nazisti ed i traditori della patria polacca.
Il processo di Auschwitz fu il quinto processo celebrato dall'NTN. In precedenza era stato tenuto il processo contro Rudolf Höß, comandante del campo di concentramento di Auschwitz dal 1º maggio 1940 a ottobre 1943. Il processo si era svolto nel periodo 11-29 marzo 1947 a Varsavia, ed aveva decretato la condanna alla pena di morte per l'imputato.

### Le 40 sentenze
Dei 40 imputati, 23 vennero condannati a morte, di cui 2 successivamente commutati in condanne all'ergastolo, 6 vennero condannati all'ergastolo, 10 condannati a pene detentive da un minimo di 3 ad un massimo di 15 anni di prigione, ed uno fu assolto.
| N. | Imputato                | Grado                  | Funzione                                                        | Sentenza                                            |
| -- | ----------------------- | ---------------------- | --------------------------------------------------------------- | --------------------------------------------------- |
| 1  | Arthur Liebehenschel    | SS-Obersturmbannführer | Comandante del campo di Auschwitz                               | uccisione per impiccagione                          |
| 2  | Hans Aumeier            | SS-Sturmbannführer     | Comandante del campo di Auschwitz I                             | uccisione per impiccagione                          |
| 3  | Maximilian Grabner      | SS-Untersturmführer    | Capo della Gestapo ad Auschwitz                                 | uccisione per impiccagione                          |
| 4  | Karl Möckel             | SS-Obersturmbannführer | Direttore dell'amministrazione di Auschwitz                     | uccisione per impiccagione                          |
| 5  | Maria Mandel            | SS-Oberaufseherin      | Responsabile del personale femminile di Birkenau (Auschwitz II) | uccisione per impiccagione                          |
| 6  | Franz Xaver Kraus       | SS-Sturmbannführer     | Responsabile dell'informazione                                  | uccisione per impiccagione                          |
| 7  | Ludwig Plagge           | SS-Oberscharführer     | Aiutante del comandante                                         | uccisione per impiccagione                          |
| 8  | Fritz Buntrock          | SS-Unterscharführer    | Aiutante del comandante                                         | uccisione per impiccagione                          |
| 9  | Wilhelm Gerhard Gehring | SS-Hauptscharführer    | Comandante di sottocampo                                        | uccisione per impiccagione                          |
| 10 | Otto Lätsch             | SS-Unterscharführer    | Vice-comandante di sottocampo                                   | uccisione per impiccagione                          |
| 11 | Heinrich Josten         | SS-Obersturmführer     | Comandante delle guardie                                        | uccisione per impiccagione                          |
| 12 | Josef Kollmer           | SS-Obersturmführer     | Comandante delle guardie                                        | uccisione per impiccagione                          |
| 13 | Erich Muhsfeldt         | SS-Oberscharführer     | Responsabile dei forni crematori                                | uccisione per impiccagione                          |
| 14 | Hermann Kirschner       | SS-Unterscharführer    | Capo amministrazione di campo                                   | uccisione per impiccagione                          |
| 15 | Hans Schumacher         | SS-Unterscharführer    | Direttore degli approvvigionamenti alimentari                   | uccisione per impiccagione                          |
| 16 | Therese Brandl          | SS-Aufseherin          | Guardia femminile                                               | uccisione per impiccagione                          |
| 17 | August Bogusch          | SS-Scharführer         | Capo Blocco                                                     | uccisione per impiccagione                          |
| 18 | Paul Szczurek           | SS-Unterscharführer    | Capo Blocco                                                     | uccisione per impiccagione                          |
| 19 | Paul Götze              | SS-Rottenführer        | Capo Blocco                                                     | uccisione per impiccagione                          |
| 20 | Herbert Paul Ludwig     | SS-Oberscharführer     | Capo Blocco                                                     | uccisione per impiccagione                          |
| 21 | Kurt Hugo Müller        | SS-Unterscharführer    | Capo Blocco                                                     | uccisione per impiccagione                          |
| 22 | Johann Kremer           | SS-Obersturmführer     | Medico del campo                                                | uccisione per impiccagione (commutata in ergastolo) |
| 23 | Arthur Breitwieser      | SS-Unterscharführer    | Capo amministrazione di campo                                   | uccisione per impiccagione (commutata in ergastolo) |
| 24 | Detlef Nebbe            | SS-Sturmscharführer    | Sergente delle guardie                                          | Ergastolo                                           |
| 25 | Karl Seufert            | SS-Hauptscharführer    | Capo blocco prigione                                            | Ergastolo                                           |
| 26 | Hans Koch               | SS-Unterscharführer    | Disinfestazione                                                 | Ergastolo                                           |
| 27 | Luise Danz              | SS-Aufseherin          | Guardia femminile                                               | Ergastolo                                           |
| 28 | Adolf Medefind          | SS-Unterscharführer    | Guardia                                                         | Ergastolo                                           |
| 29 | Anton Lechner           | SS-Rottenführer        | Guardia                                                         | Ergastolo                                           |
| 30 | Franz Romeikat          | SS-Unterscharführer    | Amministrazione                                                 | 15 anni di prigione                                 |
| 31 | Hans Hoffmann           | SS-Rottenführer        | Guardia della Gestapo                                           | 15 anni di prigione                                 |
| 32 | Hildegard Lächert       | SS-Aufseherin          | Guardia femminile                                               | 15 anni di prigione                                 |
| 33 | Alice Orlowski          | SS-Aufseherin          | Guardia femminile                                               | 15 anni di prigione                                 |
| 34 | Johannes Weber          | SS-Sturmmann           | Responsabile delle cucine del campo                             | 15 anni di prigione                                 |
| 35 | Alexander Bülow         | SS-Sturmmann           | Guardia                                                         | 15 anni di prigione                                 |
| 36 | Eduard Lorenz           | SS-Unterscharführer    | Guardia                                                         | 15 anni di prigione                                 |
| 37 | Richard Schröder        | SS-Unterscharführer    | Responsabile contabilità                                        | 10 anni di prigione                                 |
| 38 | Erich Dinges            | SS-Sturmmann           | Autista del campo                                               | 5 anni di prigione                                  |
| 39 | Karl Jeschke            | SS-Oberscharführer     | Guardia                                                         | 3 anni di prigione                                  |
| 40 | Hans Münch              | SS-Untersturmführer    | Medico dell'Istituto di Igiene                                  | Assoluzione                                         |